# 沙由諸
沙由諸（鄒語：Sayucu/Sayuc'u）是台灣鄒族傳說中的矮人族，因為跟鄒族交戰而失去蹤影，同時也與邵族發生衝突過。

## 外觀
沙由諸的身高約三尺（90公分）左右，身手極為輕巧敏捷，連樹豆枝條都可以攀爬，善用刀槍、臂力很強，也很喜歡搗蛋，如果有一群人分配東西卻發現有東西少時，就是沙由諸偷走的。
另外，傳說沙由諸們住在玉山北方一個叫做patungkuonx的地方的岩洞裡以及日月潭附近。

## 傳說
有關沙由諸的神話傳說，大多是跟征戰有關，除了鄒族本族之外，鄒族也認為其鄰族邵族有跟沙由諸交戰過。
與鄒族
沙由諸很喜歡殺人，他們總是躲在草叢裡等機會砍斷鄒族人的膝蓋或腳筋，鄒族人忍無可忍之下和他們爆發戰爭，最後引水淹沒他們的部落來殺光沙由諸，但也有說法認為部分倖存的沙由諸往桃源區的方向撤退並就此消失。
與邵族
在鄒族的傳說中，也有一部份沙由諸住在日月潭附近，並跟當地的邵族爆發戰爭，但不清楚結果和其最後動向如何。

## 現代研究
根據沙由諸的傳說，鄒族和邵族在過去歷史上很有可能曾有相當程度的交流，有些兩族的耆老甚至認為兩族其實是同族。此外，因為邵族的矮人傳說並沒有在日治時期時記載下來，所以曾被人懷疑是日治以後才出現的「新傳說」，而沙由諸的傳說多少證明其矮人傳說的傳統性。